# Mons Records
Mons Records ist ein deutsches Musiklabel im Bereich des Jazz und der klassischen Musik.

## Geschichte und Profil
Das unabhängige Jazz- und Klassik-Label Mons Records wurde 1991 von Thilo Berg in Trippstadt gegründet. Mons Records veröffentlicht etwa 15 Produktionen pro Jahr. Zu den Musikern, die Alben auf Mons publizierten, gehören  Jeff Hamilton, Tom Harrell, Ray Brown, Benny Green, Dado Moroni, Larry Fuller, Bobby Shew, Nancy King, Allan Harris, Carl Allen, Nicholas Payton, Bob Mintzer, Ben Wolfe, Greg Hutchinson,  Dewey Redman, Ethan Iverson, Ralph Moore, Robert Hurst, Dee Daniels, Jiggs Whigham, Don Braden, Richard Bona, Manu Katché, Quentin Dujardin, Ivan Paduart, Barbara Morrison, Mia Brentano, Rob Bruynen, Johannes Faber, Paul Heller, Niels Klein, Ralph Moore, Hubert und Ludwig Nuss, Benyamin Nuss, Bill Ramsey, Dieter Reith, Clark Terry & Rob Pronk mit dem Metropol Orchestra, Nils Wogram, Peter Weniger und das Bundesjazzorchester, Triologic, Triosence, Peter Braunholz, Groovaz, die Swingin’ Fireballs, das Swiss Jazz Orchestra/Bert Joris, die RIAS Big Band Berlin und die Thilo Berg Big Band mit verschiedenen Gastsolisten, außerdem Emmerich Smola und Baldur Seifert.

## Auszeichnungen
- 2007 wurde das Album Berlin Cookbook der Dietrich Koch Bigband für die Vierteljahresliste des Preises der Deutschen Schallplattenkritik nominiert.[1]
- 2019 erhielt das Album Mia Brentano’s River of Memories den Preis der deutschen Schallplattenkritik in der Kategorie „Grenzgänge“.[2]